# Нью-Фарм
Нью-Фарм (англ. New Farm) — это внутренний пригород Брисбена. Пригород расположен в 2 километрах к востоку от центрального делового района Брисбена на большой излучине реки Брисбен. Пригород частично окружен рекой Брисбен с доступом к суше с северо-запада через Фортитьюд Вали (англ. Fortitude Valley) и с севера через Ньюстед (англ. Newstead). Мертир (англ. Merthyr) — район в пределах Нью-Фарм, который до 1975 года был самостоятельным пригородом.
В ходе переписи населения Австралии 2011 года в пригороде было зарегистрировано 11 330 человек.

## История

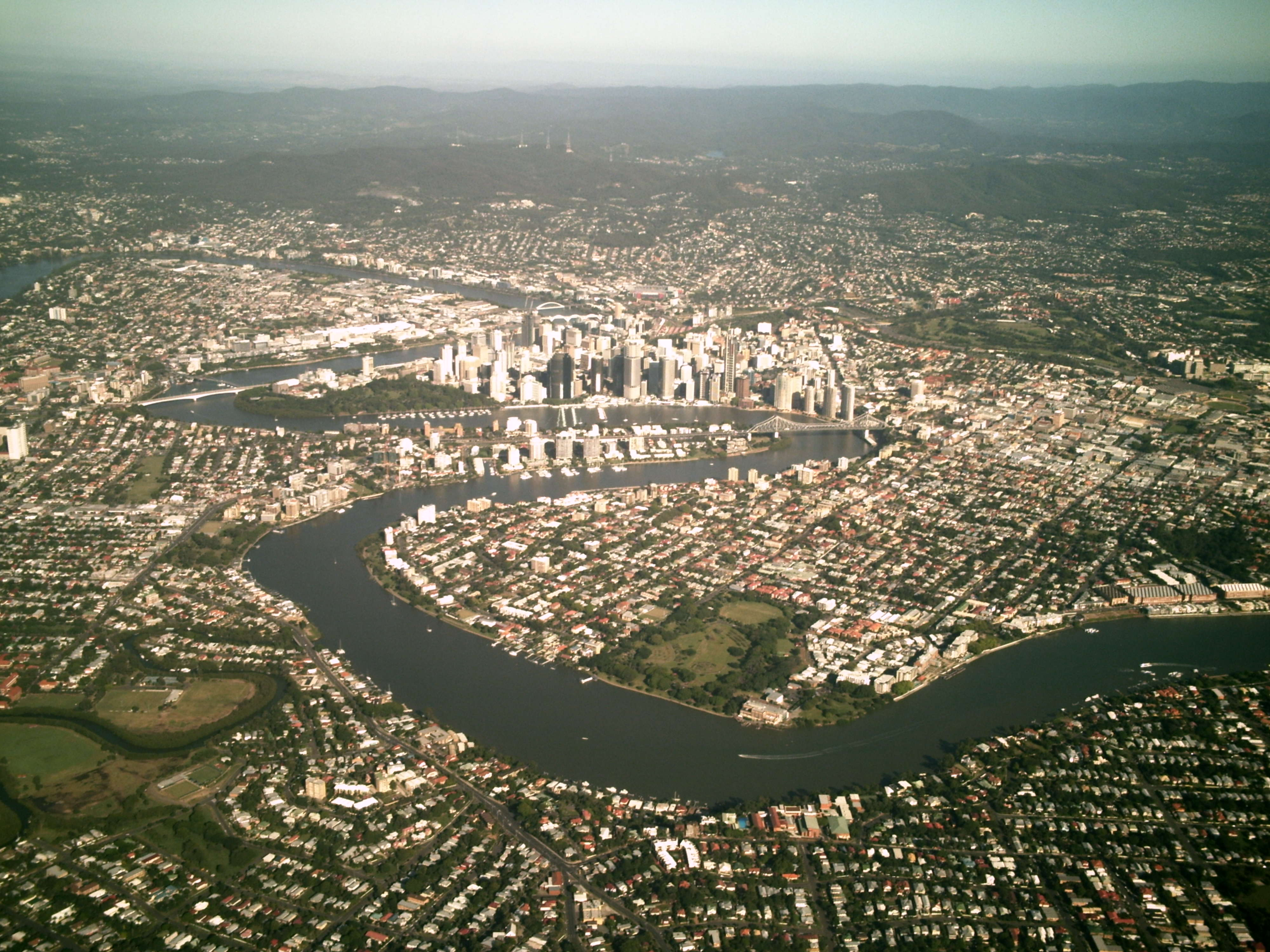
Брисбен с воздуха

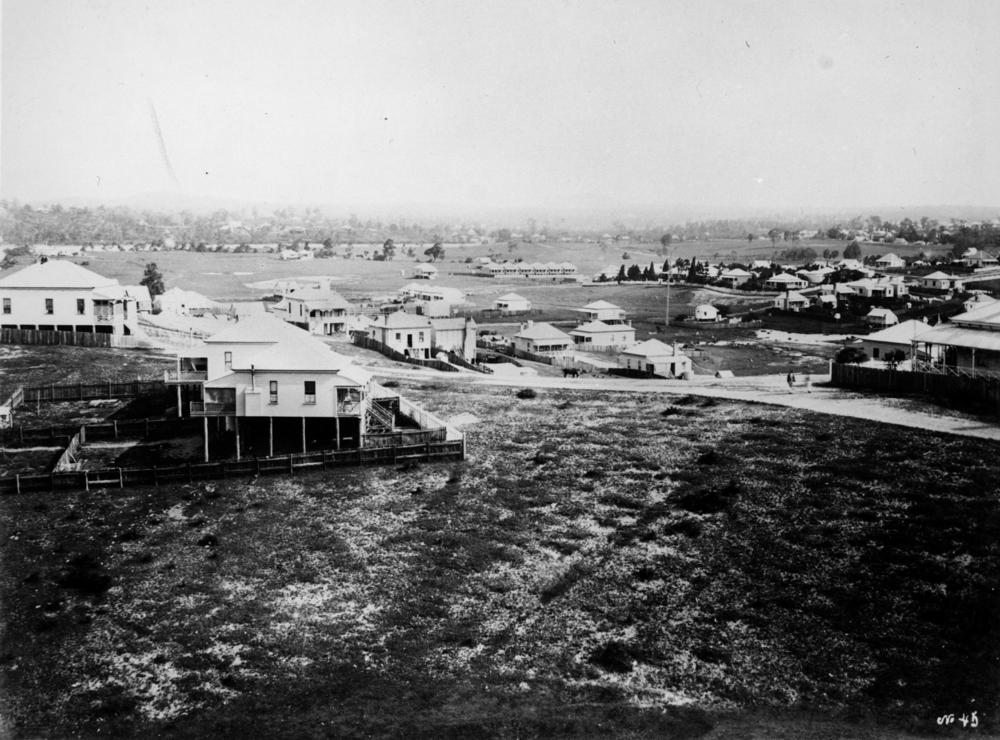
Вид на Нью-Фарм, 1885 г.

Полуостров когда-то носил название Бинкинба (место сухопутных черепах). Название Бинкинба было дано ему местным племенем туррбалов. В 1827 году Патрик Логан основал ферму в этом районе. Согласно недавно вышедшей книге «Размышления о Нью-Фарм», опубликованной историческим обществом «Нью-Фарм и районы», этот район также являлся рабочей территорией для осужденных (на берегах реки до сих пор сохранились известковые печи, построенные в 1870 году), морской базой во Время Мировой Войны и домом для многих богатых торговцев и адвокатов. В 1870 году политик и судья Сэмюэль Гриффит построил свой дом «Мертир» в этом месте.

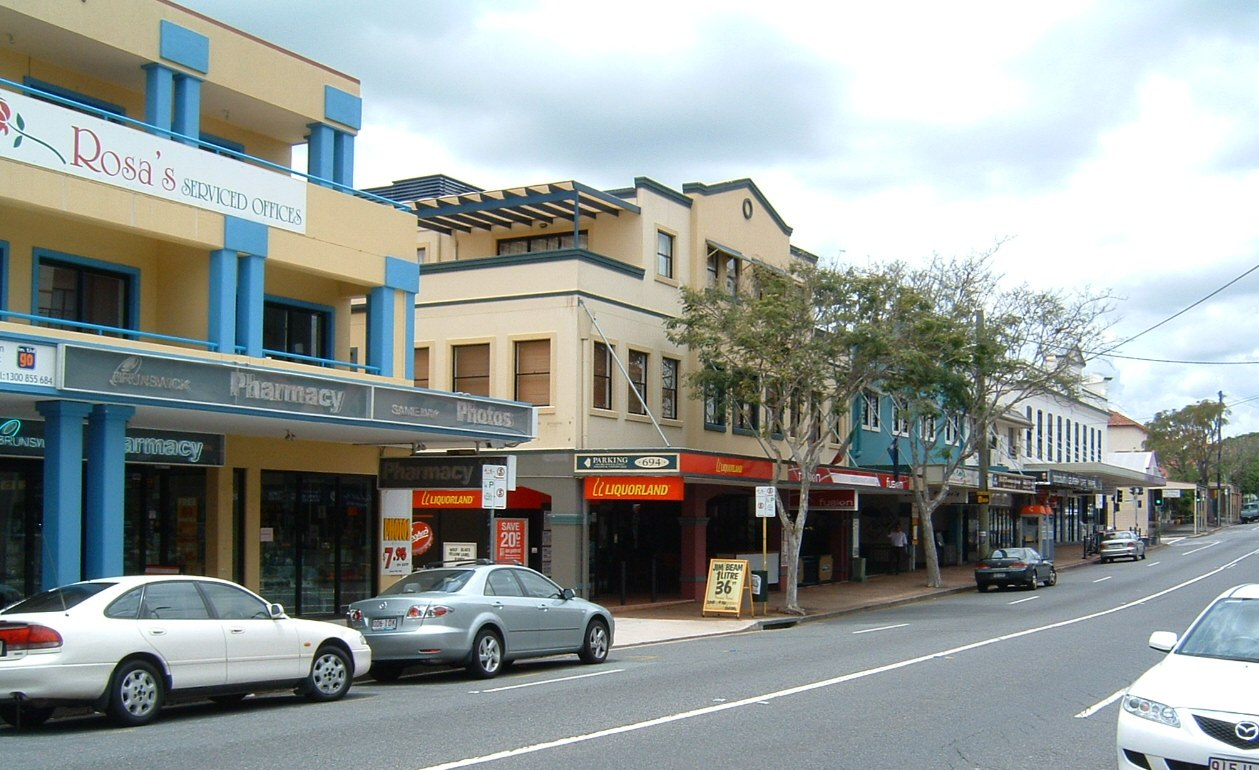

В конце 1980-х годов Нью-Фарм приобрел репутацию места, где развита уличная проституция и торговля наркотиками, изображенный в романе Эндрю МакГахана «Похвала», действие которого происходит в основном в этом пригороде.
С тех пор, как и многие пригороды Брисбена, Нью-Фарм испытал значительную «джентрификацию» и «развитие наполнения» в течение 1990-х годов и с 2000 года. Однако Нью-Фарм сохраняет свое разнообразие, славясь своими давними англосаксонскими и итальянскими общинами (как показано в романе Венеро Арманно «Огненная голова») и его многочисленными ресторанами и кафе.
23 января 2007 года в парке Нью-Фарм была снята часть фильма «Золото дураков» с Кейт Хадсон в главной роли. Также здесь снимались сцены фильмов «Все мои друзья покидают Брисбен» и «Джуси».
21 января 1901 года в Нью-Фарм была открыта государственная школа.

## Общественный транспорт
С 1885 по 1897 год на территории Нью-Фарм в качестве транспорта использовались конные трамваи, которые ходили от улицы Брансуик, до улицы Баркер. В 1897 году конные трамваи были заменены электрическими трамваями, и линия была расширена, в итоге трамваи стали ходить до Маккуори-стрит и до реки в парке Нью-Фарм. Электрические трамваи прекратили работу 13 апреля 1969 года. С тех пор пригород обслуживается дизельными автобусами.

## Достопримечательности
На юго-восточной части полуострова находится исторический парк Нью-Фарм. Пригород получил свое название из-за того, что полуостров использовался как сельскохозяйственная территория в первые годы истории Брисбена. Брансуик-стрит — главная улица пригорода, проходящая с северо-запада на юго-восток вверх по центру полуострова. К югу от улицы Брансуик пригород характеризуется большими декоративными домами в стиле квинслендер, тенистыми улицами с большими деревьями и высокими жилыми домами, преимущественно вдоль реки. Более скромные дома в стиле квинсленд в основном расположены на севере улицы Брансуик, где меньше деревьев.
У пригорода есть один главный коммерческий район рядом с парком Нью-Фарм, который называется Мертир Виладж (англ. Merthyr Village). Бывшая электростанция с трамваями, расположенная в восточном углу парка Нью-Фарм, была переделана в общественное художественно-производственное пространство под названием «Электростанция». Нью-Фарм известен как «Маленькая Италия Брисбена», так как многие иммигранты итальянского происхождения впервые поселились в пригороде. Муниципалитет Брисбена управляет публичной библиотекой на 135 улице Сиднея. Библиотека открылась в 1975 году и предлагает общедоступный Wi-Fi.

## Демография
В переписи 2011 года население Нью-Фарм составляло 11 330 человек; 49,9 % женщин и 50,1 % мужчин.
Средний возраст населения Нью-Фарм составлял 36 лет, что на 1 год ниже среднего уровня в Австралии. Дети в возрасте до 15 лет составляли 8,0 % населения, а люди в возрасте 65 лет и старше — 13,5 % населения.
63,5 % людей, живущих в Нью-Фарм, родились в Австралии, по сравнению со средним показателем в стране 69,8 %; следующие наиболее распространенные страны рождения жителей пригорода были Англия 4,6 %, Новая Зеландия 3,9 %, Италия 1,9 %, Китай 1,4 %, Южная Африка 1,1 %.
77,2 % людей говорили только по-английски дома; следующие самые популярные языки: 3,1 % итальянский, 1,9 % кантонский, 1 % мандаринский, 0,9 % непальский, 0,8 % французский.
Наиболее распространенные религия: атеизм — 30,9 %; католицизм 27,3 %, англиканство 12,6 %, объединяющая церковь 3,0 % и буддизм 2,9 %.

## Жилье
Пригород имеет эклектичное сочетание колониальных домов 19-го века, традиционного квинслендера 20-го века и современных архитектурных гибридов.